# The Divas of Doom
The Divas of Doom es un equipo de lucha libre profesional en WWE, que consiste en Beth Phoenix y Natalya.
Phoenix y Natalya comenzaron a formar un equipo cuando esta última fue Campeona de Divas y tenía un feudo con LayCool a fines de septiembre de 2010. En agosto de 2011, ambas mujeres se volvieron heels y desarrollaron personajes de anti-Divas, que se oponían violentamente a la aceptación de mujeres que consideraban «lindas», «alegres» y «muñecas Barbie» en la compañía. Su lema de «Pin-up Strong» también fue el nombre de su maniobra de sumisión en equipo.

## Historia
A finales de 2010, luego de la separación del stable de Natalya The Hart Dynasty, Natalya fijó su mirada en LayCool (Michelle McCool y Layla) y el Campeonato de Divas. Después de quedarse corta en combates dos veces debido a las maquinaciones de LayCool, Natalya finalmente derrotó al dúo en un Handicap match por el Campeonato de Divas en Survivor Series. LayCool la atacó después del combate, pero Beth Phoenix, quien regresaba de una lesión que había sufrido en mayo y que fue acreditada a LayCool, salvó y luego felicitó a Natalya. A partir de ahí, las dos formaron una alianza contra LayCool, y en el evento TLC: Tables, Ladders & Chairs en diciembre, Phoenix y Natalya derrotaron a LayCool en el primer Tables match de equipos de Divas en la historia de la WWE. La alianza terminó silenciosamente un mes después cuando Natayla perdió el Campeonato de Divas ante Eve Torres en Royal Rumble, y volvió a competir exclusivamente en la marca Raw.
En el episodio del 1 de agosto de 2011 de Raw, ambas mujeres compitieron en una battle royal para determinar quién recibiría un combate por el Campeonato de Divas contra Kelly Kelly en SummerSlam. Phoenix ganó el combate, y luego se volvió heel al atacar a Kelly. Cuatro días después, en SmackDown, Natalya derrotó a su protegida AJ Lee, y luego del combate atacó a AJ antes de declarar su alianza con Phoenix. Phoenix y Natalya debutaron oficialmente juntas como «The Divas of Doom» en el episodio del 12 de agosto de SmackDown, derrotando a AJ Lee y Kaitlyn, a quienes continuaron atacando después del combate.
Natalya luego acompañó a Phoenix a su combate por el Campeonato de Divas en SummerSlam contra Kelly Kelly, quien estuvo acompañada por Eve Torres, pero no logró ganar el combate. En el episodio del 5 de septiembre de Raw, Phoenix derrotó a Eve Torres para ganar otra oportunidad por el título de Night of Champions, donde ella perdió nuevamente. En el episodio del 19 de septiembre de Raw, The Divas of Doom perdieron un combate de equipos ante Kelly Kelly y Eve Torres después de que Torres cubrió a Natalya para la victoria. En el episodio del 26 de septiembre de Raw, Phoenix cubrió a Kelly Kelly en un combate de equipos para ganar otra oportunidad por el título en Hell in a Cell. En la edición del 30 de septiembre de SmackDown, Natalya perdió un combate con Kelly. Después del combate, Phoenix saltó al ring y le aplicó un Glam Slam a Kelly; luego Natalya aplicó su nueva llave de sumisión, Pin-up Strong. En Hell in a Cell, Phoenix derrotó a Kelly Kelly con la ayuda de Natalya, ganando su primer Campeonato de Divas. En Vengeance, Phoenix derrotó a Torres para retener el Campeonato de Divas. En Survivor Series, Natalya acompañó a Phoenix a una exitosa defensa del Campeonato de Divas en un Lumberjill match contra Torres.
El 29 de enero de 2012, en Royal Rumble, The Divas of Doom compitieron en un combate de equipos de ocho mujeres junto a The Bella Twins, y derrotaron al equipo de Torres, Kelly, Alicia Fox y Tamina. La noche siguiente en el episodio del 30 de enero de Raw, Phoenix defendió con éxito su Campeonato de Divas contra Torres. En Elimination Chamber, Phoenix defendió con éxito su campeonato contra Tamina. En el episodio del 22 de marzo de Superstars, Phoenix y Natalya aparecieron enfrentadas en un combate por equipos en el que Phoenix hizo equipo con Torres en contra de Natalya y Tamina, con el equipo de Phoenix ganando el combate. Después de esto, no volverían a hacer equipo hasta el episodio del 12 de julio de Superstars, siendo derrotadas por Alicia Fox y Kaitlyn. En Money in the Bank formaron equipo con Torres, siendo derrotadas por Layla, Kaitlyn y Tamina. En el episodio del 28 de septiembre de SmackDown se enfrentaron en un combate individual, en el que Phoenix salió con la victoria. Tras la lucha ambas se dieron la mano en señal de respeto, pero Torres, quien para entonces tenía una posición de autoridad (kayfabe), apareció para suspender a Phoenix acusándola de ser la atacante misteriosa de Kaitlyn, ya que la atacante era rubia, pero Phoenix acusó a Natalya diciendo que ella también era rubia, terminando discutiendo en el ring. Poco después, Phoenix abandonó la WWE.
The Divas of Doom se reunieron brevemente cuando Natalya presentó a Phoenix a la ceremonia del Salón de la Fama de la WWE de 2017, y nuevamente en 2018 en Royal Rumble, donde Natalya eliminó a Phoenix en el primer Royal Rumble match femenino. El 10 de marzo de 2019 en Fastlane, Phoenix fue atacada por Nia Jax y Tamina, en donde Natalya salió a defenderla, pero también terminó siendo atacada por ellas. En el episodio del 18 de marzo de 2019 de Raw, Phoenix anunció que estaba saliendo de su retiro; ella y Natalya reformaron The Divas of Doom, y desafiaron a The Boss 'n' Hug Connection (Bayley & Sasha Banks) a una lucha por el Campeonato Femenino en Parejas de la WWE en WrestleMania 35. En WrestleMania 35, se enfrentaron a The Boss 'n' Hug Connection, Nia Jax & Tamina y The IIconics (Billie Kay & Peyton Royce) por los Campeonatos Femeninos en Parejas, pero no lograron ganar, siendo este último equipo las ganadoras. Después de WrestleMania 35, The Divas of Doom continuaron compitiendo durante la gira por Europa de la WWE.

## En lucha

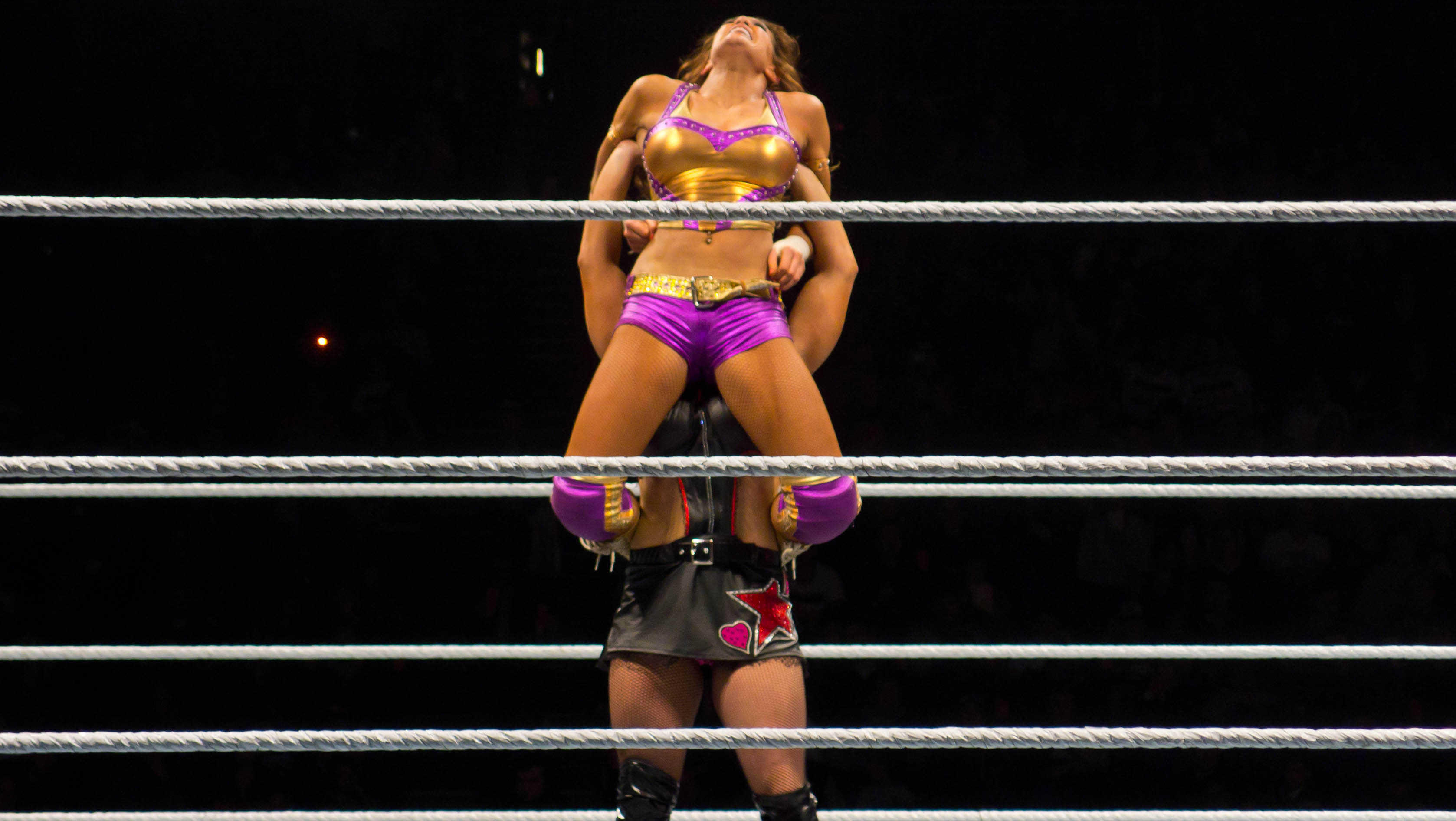
Phoenix realizando un Glam Slam en Eve Torres.

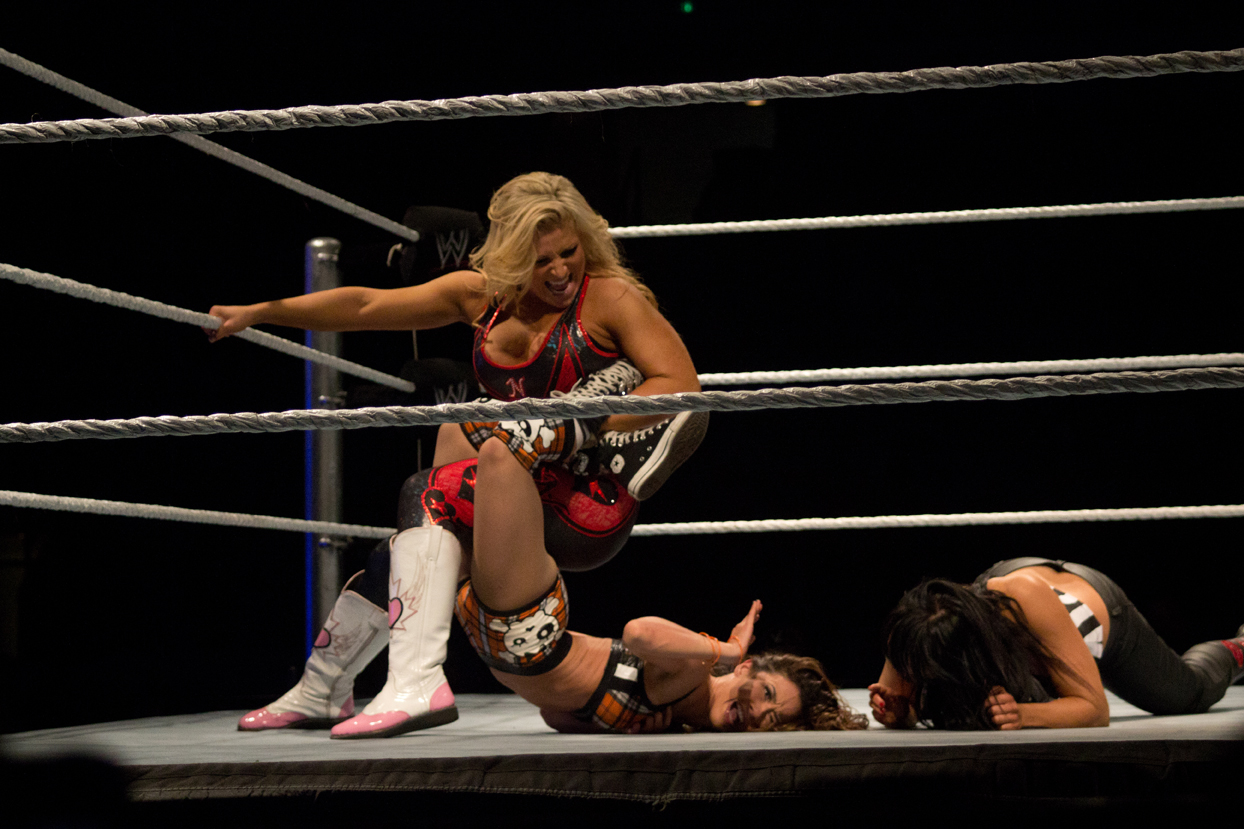
Natalya aplicando un sharpshooter a AJ Lee.

- Movimientos finales
  - Beth Phoenix
    - Glam Slam[28] (Elevated double chickenwing facebuster)

  - Natalya
    - Sharpshooter[29][30]
- Movimientos finales en equipo
  - Pin-up Strong (Modified inverted surfboard en un double wrist lock)[31] - inspirado por Kyoko Inoue[31]
- Double team signature moves
  - Aided corner clothesline[32][18]
  - Double mat slam[33]
  - Wishbone[18]
- Apodos
  - "The Fabulous Firebird"[34] (Beth Phoenix)
  - "The Glamazon"[35] (Beth Phoenix)
  - "Nattie by Nature" (Natalya)

## Campeonatos y logros
- WWE
  - WWE Divas Championship (1 vez) - Beth Phoenix[36]